# 敘瑟爾湖
54°04′30″N 10°43′48″E / 54.0750°N 10.7300°E

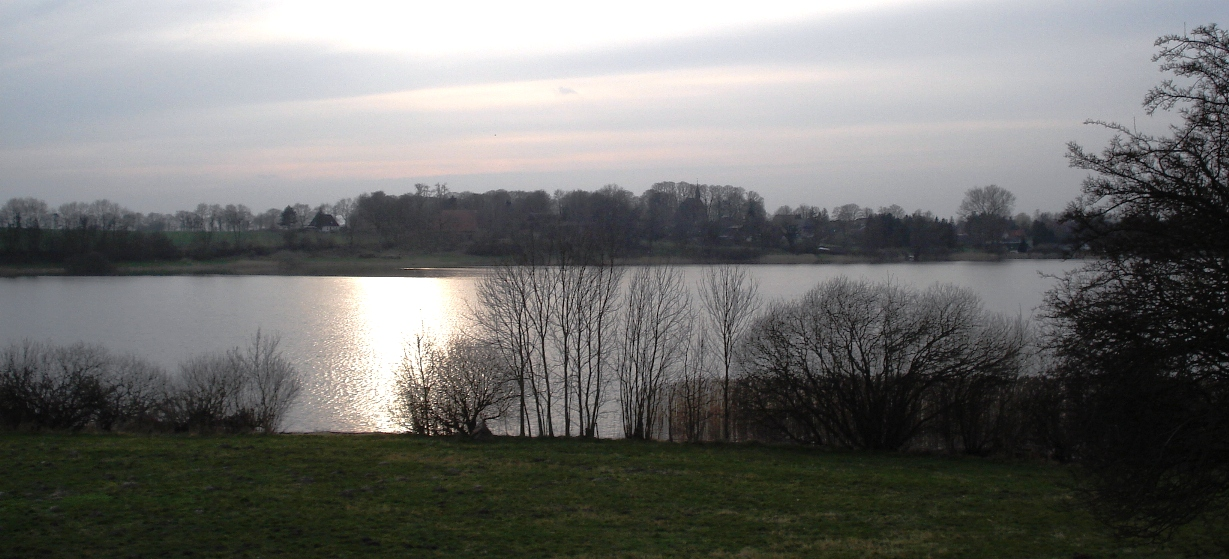

敘瑟爾湖（德語：Süseler See），是德國的湖泊，位於該國北部石勒蘇益格-荷爾斯泰因州，由東荷爾斯泰因縣負責管轄，長1.5公里，面積0.77平方公里，最大水深9米。